# (500149) 2012 DH49
(500149) 2012 DH49 es un asteroide perteneciente al cinturón de asteroides, descubierto el 10 de marzo de 2005 por el equipo del Spacewatch desde el Observatorio Nacional de Kitt Peak, Arizona, Estados Unidos.

## Designación y nombre
Designado provisionalmente como 2012 DH49.

## Características orbitales
2012 DH49 está situado a una distancia media del Sol de 2,316 ua, pudiendo alejarse hasta 2,521 ua y acercarse hasta 2,110 ua. Su excentricidad es 0,088 y la inclinación orbital 3,765 grados. Emplea 1287,39 días en completar una órbita alrededor del Sol.

## Características físicas
La magnitud absoluta de 2012 DH49 es 18.